# Нектріопсис
Нектріопсис (Nectriopsis) — рід грибів родини Bionectriaceae. Назва вперше опублікована 1911 року.

## Поширення та середовище існування
В Україні зростає нектріопсис пельтигеровий (Nectriopsis lecanodes).

## Гелерея

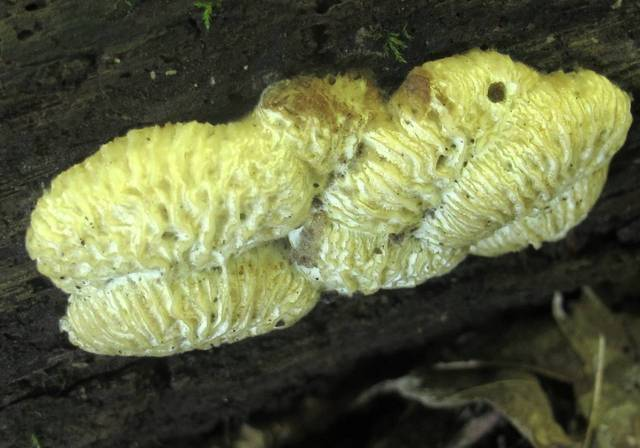
Nectriopsis tremellicola
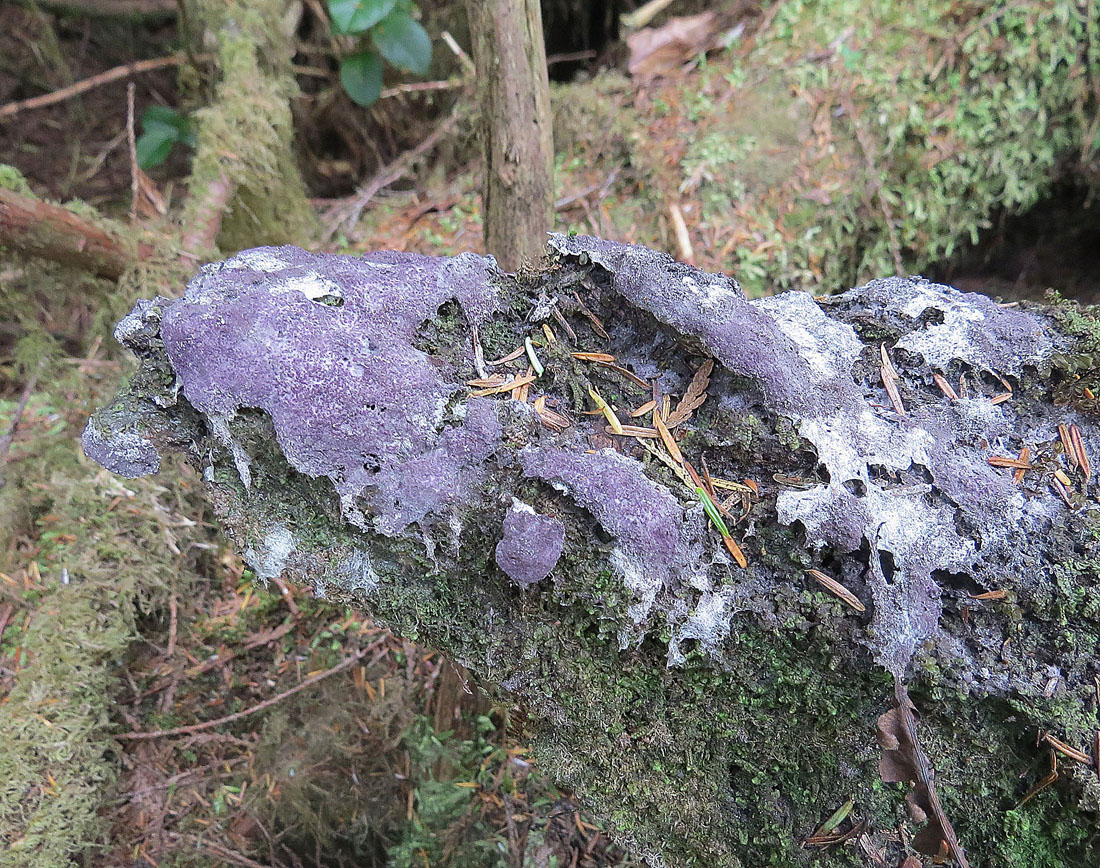
Nectriopsis violacea